# Ново-Ходжово
Ново-Ходжово (болг. Ново Ходжово) — село в Благоевградской области Болгарии. Входит в состав общины Сандански. Находится примерно в 19 км к юго-востоку от центра города Сандански и примерно в 72 км к югу от центра города Благоевград. По данным переписи населения 2011 года, в селе  проживало 67 человек, преобладающая национальность — болгары.

## Население
| Год     | 1934 | 1946 | 1956 | 1965 | 1975 | 1985 | 1992 | 2001 | 2011 |
| ------- | ---- | ---- | ---- | ---- | ---- | ---- | ---- | ---- | ---- |
| Жителей | 354  | 530  | 550  | 428  | 276  | 201  | 176  | 127  | 67   |

|  |